# Samia Fikri
Samia Fikri (en arabe : سامية فكري), née le 2 août 1999 à Rennes (France), est une footballeuse internationale marocaine qui joue au poste d'ailière au FUS Rabat.

## Biographie
Née à Rennes, de parents marocains originaires de Casablanca, Samia Fikri grandit et passe son enfance à Redon dans le quartier de Bellevue. Elle est issue d'une fratrie de cinq enfants. Sa sœur cadette, Wardia, pratique le handball.

## Carrière en club

### Débuts et formation

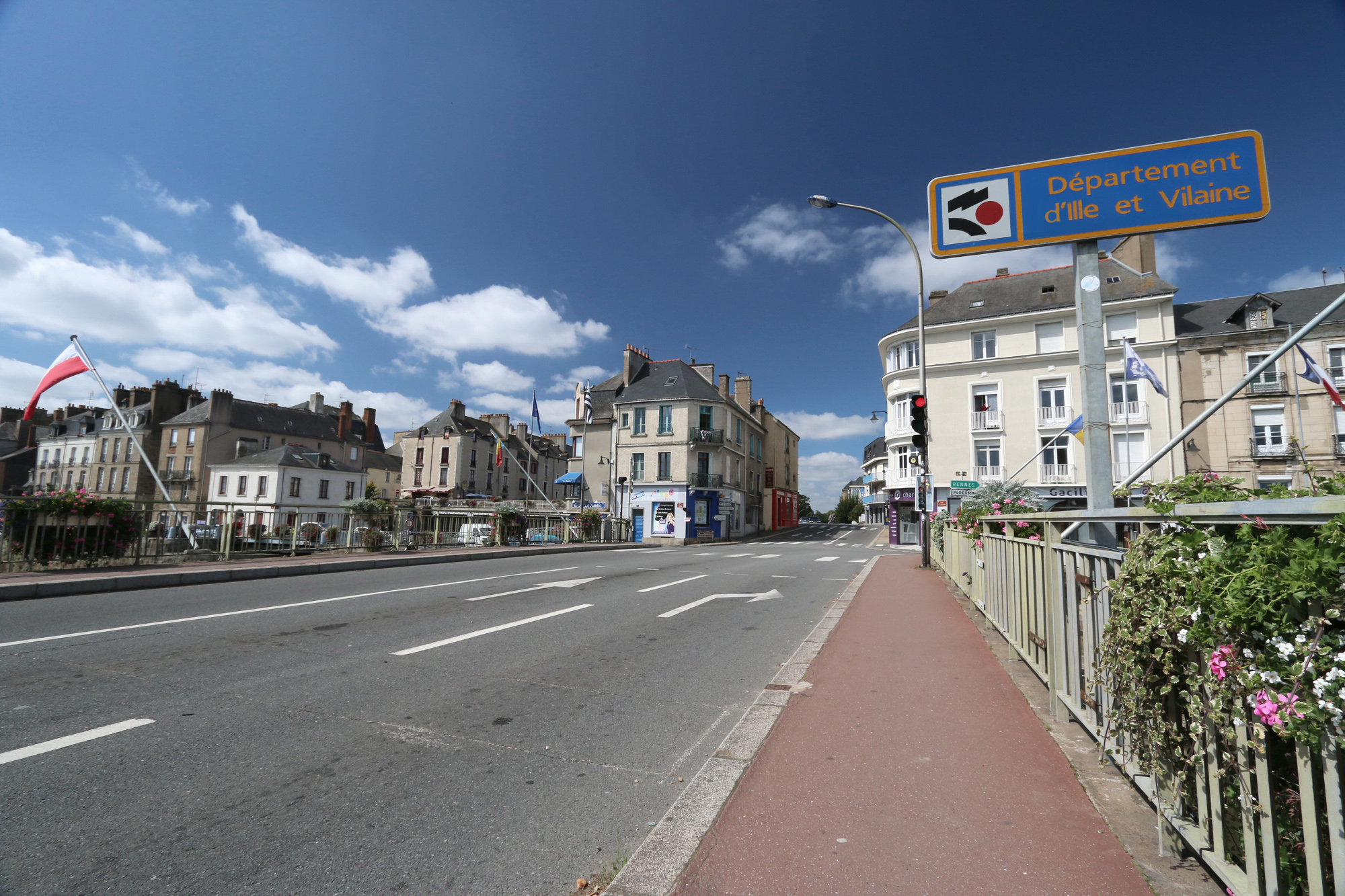
Redon, ville d'enfance de Samia Fikri

Samia Fikri débute le football à Redon d'abord avec les garçons au sein des clubs de l'Amical Club Redonnais et du FC Atlantique Vilaine jusqu'à l'âge maximum autorisée.
Elle intègre le centre de formation de l'En avant Guingamp pendant son année de troisième au collège. Club avec lequel elle participe au Challenge National Féminin -19 ans.
Samia Fikri qui est scolarisée au lycée du Sacré-Cœur à Saint-Brieuc participe en janvier 2015 au championnat de France de football UNSS qui se déroule à Montpellier. Compétition scolaire qu'elle et son équipe parviennent à remporter. Un titre qui qualifient Samia Fikri et ses coéquipières du lycée briochin aux championnats du monde qui se déroulent au Guatemala en avril de la même année.
Les Briochines créent la sensation au pays des Mayas et remportent le tournoi après avoir battu en finale le pays organisateur aux tirs au but (3-1 après 0-0 à l'issue du temps réglementaire).
Toujours avec le même lycée, Fikri participe l'année suivante au championnat de France UNSS cette fois de futsal, qu'elle remporte avec la sélection de Bretagne. Son équipe décroche ainsi une qualification pour les championnats du monde de ladite discipline qui se tient en avril 2016 en Croatie. Les Françaises remportent les matchs de poules et réussissent à se hisser en finale en s'imposant face aux pays hôte en demi-finale. Samia Fikri et ses coéquipières s'inclinent face aux Brésiliennes en finale.
Par la suite, Fikri évolue et se perfectionne à l'Union sportive Saint-Malo où elle reste pendant trois saisons, puis connait un passage à l'ESO La Roche-sur-Yon.
Après avoir connu la poule nord de la D2 féminine, elle découvre la poule sud en signant au Montauban Football Club lors de l'été 2021.

### Découverte de la D2 à Saint-Malo (2017-2020)
À l'âge de 18 ans, Samia Fikri rejoint l'US Saint-Malo qui évolue en deuxième division.
Le 29 octobre 2017, elle dispute ses premières minutes en D2 en entrant en jeu à la 76e minute contre la Croix Blanche d'Angers.
En raison de la concurrence, elle ne prend part qu'à trois rencontres de championnat D2 à l'issue de sa première saison chez les Malouines. Avec l'équipe réserve, elle remporte en juin 2018, la coupe régionale de Bretagne en participant à la finale gagnée contre la JA Mordelles (3-0).

#### Deuxième saison (2018-2019)
Samia Fikri poursuit son aventure avec Saint-Malo.
Sous la houlette de Fabrice Garin, elle est alignée comme titulaire pour la première fois le 16 septembre 2018 lors de la réception de la VGA Saint-Maur qui se termine sur une victoire malouine, 4 buts à 0.
Le 14 octobre 2018 à l'occasion de la 6e journée de D2, Samia Fikri inscrit son premier but en D2 contre le Racing Saint-Denis. Le match se finit sur le score de 3 buts à 2 en faveur de son équipe. Il s'agit de sa seule réalisation de la saison.
À la fin de cet exercice 2018-2019, Fikri participe à 17 matchs de championnat dont 9 en tant que titulaire.
Samia Fikri clôt la saison par un match amical contre l'équipe de France des -18 ans que Saint-Malo perd sur le score de 6-0.

#### Troisième saison (2019-2020)
Samia Fikri débute une nouvelle saison avec Saint-Malo en étant titularisée lors de la 1re journée le 7 septembre 2019 contre Montauban. La rencontre se termine sur un nul (3-3).
Le 15 décembre 2019, Saint-Malo se fait sortir en Coupe de France par Le Havre (4-0) au stade du deuxième tour fédéral. Fikri participe à cette rencontre en entrant en jeu en deuxième mi-temps alors que le score est déjà de 3-0.
Elle marque son unique but de la saison le 23 février 2020 en ouvrant le score sur la pelouse de Bergerac à l'occasion de la 15e journée. Saint-Malo remporte la rencontre (3-0).
Samia Fikri dispute son dernier match de la saison avec le club malouin la journée suivante puisque le championnat doit être arrêté en raison de la pandémie de Covid-19.
Elle dispute lors de cet exercice 2019-2020 un total de 14 matchs dont 8 en tant que titulaire.
Après trois saisons passées à Saint-Malo, Fikri change de club pour signer en Vendée à l'ESOFV La Roche-sur-Yon.

### Avec l'ESOFV La Roche-sur-Yon (2020)
Samia Fikri débarque à la Roche-sur-Yon tout en restant en D2 et dispute son premier match le 6 septembre 2020 lors de la réception de Vendenheim pour la 1re journée de championnat.
Mais elle ne reste pas longtemps au sein du club vendéen. Les championnats sont arrêtés à nouveau en raison de la pandémie du covid-19.
Elle quitte la Roche-sur-Yon en ayant pris part à six rencontres dont quatre titularisations.
Quelques semaines après cette fin de saison prématurée, Samia Fikri reçoit en novembre une première convocation en équipe du Maroc.

### Avec le Montauban FCTG (2021-2023)
Après un bref passage à la Roche-sur-Yon, Samia Fikri change de région pour le sud-ouest de la France en signant au Montauban FCTG.

#### Saison 2021-2022
Samia Fikri dispute son premier match avec Montauban le 5 septembre 2021 en tant que titulaire face à Thonon Évian contre qui elle joue l'intégralité de la rencontre qui voit son équipe s'imposer 3-2.
Elle marque son premier but le 30 janvier 2022 à Marseille contre l'OM à l'occasion de la 11e journée de D2. Durant ce même match qui s'est terminé par une victoire de Montauban 3-1, elle est impliquée sur tous les buts puisqu'elle délivre deux passes décisives sur les deux premières réalisations montalbanaises.
Lors de la 14e journée le 13 février 2022, Samia Fikri contribue à la victoire de son équipe à Mérignac (3-0) en inscrivant un doublé contre Arlac-Mérignac,.
C'est elle qui ouvre le score à Grenoble le 13 mars 2022 face à Grenoble Foot 38 dans le cadre de la 16e journée. Les deux équipes se sont neutralisées (3-3).
Elle marque son dernier but de la saison, de nouveau contre l'OM mais cette fois à domicile le 8 mai 2022. Le match se termine sur une victoire de Montauban (3-2).
À l'issue de cette première saison avec les Montalbanaises, elle participe à 20 matchs dont 18 en tant que titulaire et est impliquée sur 10 buts (5 buts et 5 passes décisives).

#### Saison 2022-2023
Samia Fikri poursuit son aventure avec le MFCTG en prenant part aux matchs amicaux de pré-saison.
Elle dispute son premier match de la saison le 11 septembre 2022 à Nice contre l'OGC Nice qui voit son équipe s'incliner 2-0.
Samia Fikri débloque son compteur de but en ouvrant le score contre Grenoble Foot 38 le 18 septembre 2022 à Montauban à l'occasion de la 2e journée de D2. Rencontre qui se termine par une victoire du MFCTG (3-0).
Elle marque à nouveau la journée suivante le 24 septembre 2022 sur le terrain du Toulouse FC en ouvrant le score de la rencontre qui se termine sur un nul (2-2).
Le 30 octobre 2022, Samia Fikri offre la victoire à son équipe en marquant l'unique but du match contre Nîmes sur le terrain de ce dernier, dans les derniers instants de la rencontre.
Montauban s'impose à domicile face à Yzeure la journée suivante le 6 novembre 2022 sur le score de 4 buts à 1. Samia est impliquée sur le troisième but avec une passe décisive.
Après avoir passé les deux tours fédéraux, le parcours de son équipe en Coupe de France prend fin au stade des seizièmes de finale le 8 janvier 2023. Montauban se fait sortir par FC Fleury pensionnaire de D1.
Samia Fikri retrouve le chemin des filets le 2 avril 2023 en s'offrant un doublé contre Nîmes, à l'occasion de la 17e journée de championnat.
Le 16 avril 2023 à Yzeure elle contribue à la victoire de son équipe (4-1) en réalisant une passe décisive.
Puis la journée qui suit, elle contribue à la victoire 5 buts à 1 contre Le Puy en marquant un but. Ainsi avec ce succès, les Montalbanaises valident leur maintien en deuxième division.
Samia Fikri est passeuse décisive le match suivant qui voit Montauban infliger à l'AS Saint-Etienne sa première défaite de la saison.
Elle s'offre son 7e but de la saison le 21 mai 2023 contre Albi sur le terrain de ce dernier. Les Montalbanaises, à dix contre onze dans un premier temps, s'imposent sur le score de 4 buts à 2.
Quelques jours plus tard, elle s'offre une autre réalisation lors de la dernière journée de championnat face à l'OGC Nice dans un match qui se termine sur une victoire de Montauban (4-1). Un succès qui permet aux Montalbanaises de terminer à la 3e place au classement.
Ainsi, Samia Fikri boucle la saison sportive 2022-2023 en ayant pris part à 23 matchs dont 20 titularisations pour 8 buts et 3 passes décisives. Elle quitte le club à l'issue de cette deuxième saison avec Montauban pour s'engager le 1er août 2023 avec Rodez Aveyron qui vient d'être relégué en D2. 

### Avec Rodez Aveyron (2023-2024)
Samia Fikri dispute son premier match avec les Rafettes le 17 septembre 2023 face à l'Olympique de Marseille en tant que titulaire. Une entame de saison compliquée pour Rodez qui s'incline à domicile sur le score de 4-0. Le 8 octobre 2023 elle réalise une passe décisive contre le FC Nantes sur l'unique but du match inscrit par Océane Saunier qui donne la victoire à Rodez. 
Quelques semaines plus tard, Rodez est tenu en échec par Thonon Évian (1-1). Samia Fikri qui débute le match sur le banc, entre à la 65e minute, et délivre une passe décisive deux minutes après son entrée en jeu pour Inès Barrier qui ouvre le score.
Quant à son premier but avec Rodez, elle l'inscrit le 21 avril 2024 lors du derby face à l'Albi-Marssac dans le cadre de la 18e journée de championnat. Son équipe s'impose sur le score de 4 buts à 1. C'est son seul but avec Rodez, puisque bien que l'équipe se soit maintenue, elle ne prolonge pas avec le club. Elle quitte Rodez en ayant pris part à 21 rencontres de championnat dont 14 en tant que titulaire.

### Expérience au Maroc (2024-)

#### Avec la RS Berkane (2024-2025)
Après n'avoir évolué qu'en France jusqu'ici, Samia Fikri rejoint le Maroc pour une expérience à la Renaissance de Berkane, qui vient d'être promue en première division. Le club annonce sa signature le 7 août 2024.
Pour sa première saison en première division, le club berkani termine vice-champion du Maroc dauphin de l'AS FAR.
Durant cette exercice 2024-2025 avec la RSB, elle dispute un total de 25 matchs pour 7 buts marqués. Toutefois, elle ne prolonge pas avec le club.

#### Avec le FUS Rabat (2025-)
Après une saison à Berkane, Samia Fikri change de club à l'intersaison 2025 et s'engage avec le FUS Rabat.

## Carrière internationale

### Équipe du Maroc

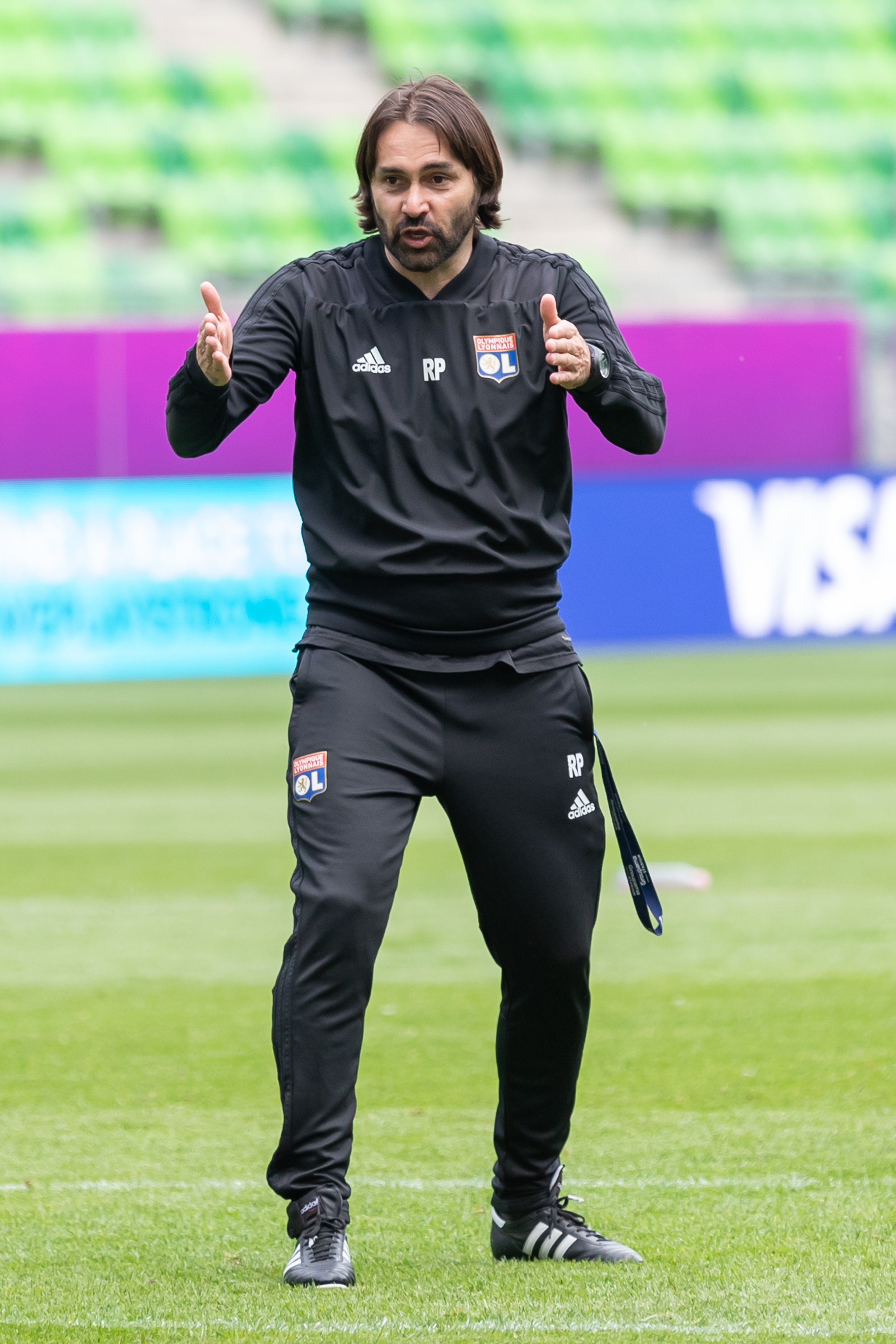
Samia Fikri honore sa première sélection sous la houlette de Reynald Pedros

Fin novembre 2020, Samia Fikri est appelée pour la première fois en équipe du Maroc sous la houlette de Lamia Boumehdi pour disputer une double confrontation amicale contre le Ghana. Bien que convoquée, elle n'a pas de temps de jeu lors de ce stage,.
Ce n'est qu'un an plus tard, le 30 novembre 2021 sous Reynald Pedros, qu'elle dispute ses premières minutes avec la sélection marocaine à l'occasion d'un match amical contre le Sénégal. Il s'agit également de sa première titularisation.
En sélection, Fikri est polyvalente. Elle peut évoluer en tant qu'arrière latérale droit ou ailière droit.
Bien qu'elle participe aux stages de février à Malte et avril 2022 à Rabat, Samia Fikri ne fait pas partie des 26 joueuses sélectionnées par Pedros pour disputer la phase finale de la CAN 2022 organisée au Maroc.
Elle est appelée à nouveau en novembre de la même année pour prendre part à un stage à Marbella durant lequel le Maroc affronte l'Irlande dans une double confrontation amicale. Mais elle n'entre en jeu à aucun des deux matchs.
Fin novembre 2023, Jorge Vilda qui est le nouveau sélectionneur, la convoque dans le cadre d'une double confrontation amicale face à l'Ouganda. Toutefois, le technicien espagnol ne lui donne pas de temps de jeu durant ce stage.

### Équipe du Maroc futsal
Après avoir connu la sélection de football, Samia Fikri joue également pour la sélection marocaine de futsal.
Dans le cadre des préparations à la Coupe du monde 2025, elle reçoit une convocation de la part du sélectionneur Adil Sayeh pour participer à un tournoi international au Brésil organisée dans la ville de Xanxerê du 20 au 24 août 2025. Ledit tournoi connait la participation du pays organisateur, de la Colombie et du Guatemala.

## Statistiques

### En club
| Saison                | Club                  | Championnat           | Championnat | Championnat | Championnat | Coupe(s) nationale(s) | Coupe(s) nationale(s) | Coupe(s) nationale(s) | Total | Total | Total |
| Saison                | Club                  | Division              | M.          | B.          | P.d.        | M.                    | B.                    | P.d.                  | M.    | B.    | P.d.  |
| 2017-2018             | Saint Malo            | Division 2            | 3           | 0           | -           | -                     | -                     | -                     | 3     | 0     | 0     |
| 2018-2019             | Saint Malo            | Division 2            | 17          | 1           | 0           | -                     | -                     | -                     | 17    | 1     | 0     |
| 2019-2020             | Saint Malo            | Division 2            | 13          | 1           | -           | 1                     | 0                     | -                     | 14    | 1     | 0     |
| Sous-total            | Sous-total            | Sous-total            | 33          | 2           | -           | 1                     | 0                     | -                     | 34    | 2     | 0     |
| 2020-2021             | La Roche-sur-Yon      | Division 2            | 6           | 0           | -           | -                     | -                     | -                     | 6     | 0     | 0     |
| Sous-total            | Sous-total            | Sous-total            | 6           | 0           | -           | -                     | -                     | -                     | 6     | 0     | 0     |
| 2021-2022             | Montauban             | Division 2            | 19          | 5           | 5           | 1                     | 0                     | 0                     | 20    | 5     | 5     |
| 2022-2023             | Montauban             | Division 2            | 21          | 8           | 3           | 2                     | 0                     | 0                     | 23    | 8     | 3     |
| Sous-total            | Sous-total            | Sous-total            | 40          | 13          | 8           | 3                     | 0                     | -                     | 43    | 13    | 8     |
| 2023-2024             | Rodez                 | Division 2            | 21          | 1           | 3           | 1                     | 0                     | 0                     | 22    | 1     | 3     |
| Sous-total            | Sous-total            | Sous-total            | 21          | 1           | 3           | 1                     | 0                     | 0                     | 22    | 1     | 3     |
| 2024-2025             | RS Berkane            | Division 1            | 21          | 3           | 6           | 4                     | 4                     | 3                     | 25    | 7     | 9     |
| Total sur la carrière | Total sur la carrière | Total sur la carrière | 121         | 19          | -           | 9                     | 4                     | -                     | 130   | 23    | 0     |

#### Statistiques par compétition
| Compétition             | Matchs | Titu. | Buts | Passes | Cartons | Cartons |
| Compétition             | Matchs | Titu. | Buts | Passes | Jau.    | Rou.    |
| ----------------------- | ------ | ----- | ---- | ------ | ------- | ------- |
| D2 Féminine             | 100    | 71    | 16   | -      | 7       | 0       |
| Coupe de France         | 5      | 3     | 0    | 0      | 0       | 0       |
| Championnat du Maroc D1 | 21     | 16    | 3    | 6      | 2       | 0       |
| Coupe du Trône          | 4      | 4     | 4    | 3      | 0       | 0       |
| Total                   | 132    | 94    | 23   | -      | 9       | 0       |

### En sélection
Le tableau suivant liste les rencontres de l'équipe du Maroc auxquelles Samia Fikri a pris part :
| # | Date             | Stade                           | Adversaire | Résultat | Minutes | Compétition  | Buts | Passes | Club      |
| - | ---------------- | ------------------------------- | ---------- | -------- | ------- | ------------ | ---- | ------ | --------- |
| 1 | 30 novembre 2021 | Stade Moulay Hassan, Rabat      | Sénégal    | 2 – 0    | 90      | Match amical | 0    | 0      | Montauban |
| 2 | 19 février 2022  | Hibernians Stadium, Paola       | Malte      | 1 – 0    | 56      | Match amical | 0    | 0      | Montauban |
| 3 | 8 avril 2022     | Complexe Moulay Abdallah, Rabat | Gambie     | 6 – 1    | 90      | Match amical | 0    | 0      | Montauban |

| Résultat : - G = Match gagné - N = Match nul - P = Match perdu |

#### Statistiques par année
| Sélection | Année | Matchs | Buts | Assists |
| --------- | ----- | ------ | ---- | ------- |
| Maroc     | 2021  | 1      | 0    | 0       |
| Maroc     | 2022  | 2      | 0    | 0       |
| Total     | Total | 3      | 0    | 0       |

## Palmarès

### En club
RS Berkane
- Championnat du Maroc :
  - Vice-championne : 2024-25

### En sélection
Équipe du Maroc
- Tournoi international de Malte (en)
  - Vainqueur : 2022 (en)